# Grayenulla wishartorum
Grayenulla wishartorum là một loài nhện trong họ Salticidae.
Loài này thuộc chi Grayenulla. Grayenulla wishartorum được Marek Żabka miêu tả năm 1992.